# Race You to the Bottom

Race You to the Bottom est une comédie américaine réalisée par Russell Brown (en) en 2005.

## Synopsis
Le film raconte l'histoire de deux amis, Maggie (Amber Benson) et Nathan (Cole Williams (en)), respectivement hétérosexuelle et homosexuel. Ils vont, au cours de leur voyage vers Napa Valley, tomber peu à peu amoureux.

## Fiche technique
Sauf indication contraire, les informations mentionnées dans cette section peuvent être confirmées par les bases de données cinématographiques IMDb et Allociné,  présentes dans la section « Liens externes ».
- Titre original : Race You to the Bottom
- Réalisation : Russell Brown
- Scénario : Russell Brown
- Pays de production :  États-Unis
- Langue originale : anglais
- Genre : drame, romance
- Durée : 95 minutes

## Distribution
- Amber Benson : Maggie
- Cole Williams : Nathan
- Jeremy Lelliott : Nicholas
- Danielle Harris : Carla
- Patrick Belton : Tabriz
- Adam del rio : Victor
- Justin Hartley : Joe
- Philippe Karner : Eric
- Danny Sheie : le guide
- Justin Zachary : Milo

## Analyse
Pour le chercheur Kylo-Patrick Hart, la représentation de la bisexualité masculine dans le film renforce l'idée populaire que cette dernière n'existe pas, le personnage de Nathan reprenant les codes habituelles du personnage bisexuel masculin dans le cinéma américain de l'époque.